# Француски револуционарни календар
Француски револуционарни календар или Француски републикански календар је календар предложен током Француске револуције, француска влада га је користила око дванаест година, од краја 1793. до 1805. године. Разлог за то је била жеља да се на радикалан начин пресече све што је имало везе са старим режимом и Католичком црквом.
Од 15. јула 1789, једног дана после освајања Бастиље, до краја 1789. трајала је 1. година слободе (фр. An I de la liberté). Пошто је остатак године био коришћен грегоријански календар, ова година је трајала само 5 и по месеци. 1. јануар 1790. је био почетак 2. године слободе. Дан 10. август 1792, дан јуриша на Тиљерије, је одређен за почетак 1. године једнакости.
На дан 22. септембра 1792. је укинута монархија, а текућа година је преименована у 1. годину Француске републике (фр. An I de la République Française). Национални конвент је 5. октобра 1793. одлучио да се измени начин бројања месеци и дана. Нови календар Конвент је усвојио 24. октобра 1793, а за почетак рачунања година по новом календару је одређен је 22. септембар 1792. Део 1793. године до 21. септембра, који је раније рачунат у 2. годину републике, је узет за 1. годину републике.
Овај календар је укинуо Наполеон Бонапарта 1805. након конкордата са Католичком црквом. Календар је поново ушао у употребу током Париске комуне 1871.

## Порекло и главне црте
Календар је обликовао политичар и агроном Шарл Жилбер Ром, мада га обично приписују песнику Фабр д'Еглантену, који је измислио имена месеци. Усвојио га је Национални конвент под контролом Јакобинаца 24. октобра 1793.
Године се обично означавају римским бројем, броје се од почетка „Републиканске ере“ - 22. септембра 1792, дана када је проглашена Прва француска република, дан након што је укинута монархија. Зато римски број I означава прву годину републике, тј. годину пре него што је календар ушао у употребу. Први дан сваке године укључује јесењу равнодневицу. Да би се добила година републиканске ере треба одузети 1792. од године наше ере у периоду између 1. јануара и 22. или 23. септембра (види доле Пребацивање у грегоријански календар) односно 1791. до краја децембра. У актуелнијим годинама (21. века) то би било 200 + (година н. е. - 2000) + 8 одн. 9.
Дана 23. септембра 2007. је почела 216. година Републике (Année CCXVI de la République).
Одређено је 12 месеци од по 30 дана, сваки је подељен у три 10-дневне седмице назване декаде (décades). Десети дан, décadi, је заменио недељни дан као дан одмора и свечаности, што је доводило до сукоба са црквом. Пет или шест дана потребних да се доврши тропска година су постављени на крају године.
Сваки дан је подељен у десет сати, сваки сат у 100 децималних минута, а сваки децимални минут је имао 100 децималних секунди. То значи да је децимални сат трајао (обичних) 2 сата и 24 минута, децимални минут - 1 минут и 26,4 секунде и децимална секунда - 0,86 обичних секунди. Израђивани су и часовници који су приказивали ово децимално време, али идеја није заживела па је обавезна употреба суспендована 7. априла 1795. године, мада су неки градови наставили да га користе до 1801. Сличица у одељку „Пребацивање у грегоријански календар“ би требало да при дну покаже децимално време у тренутку првог учитавања стране.
Период од 4 године који се завршавао преступним даном је требало да се зове Franciade. Преступна година се звала Sextile, алузија на бисекстилне преступне године из јулијанског и грегоријанског календара, јер је садржала шести допунски дан.
Конкордатом из 1801. је Католичкој цркви у Француској враћен званичан статус. Уговор је ступио на снагу на Ускрс 18. априла 1802, њиме су враћена имена дана каква су у грегоријанском календару, са недељом као даном одмора и богослужбе, задржавајући остатак републиканског календара.
Календар је на крају укинуо Наполеон, почевши од 1. јануара 1806. (дан након 10. нивоза године 14. []), мало више од 12 година након његовог увођења. Опет ће накратко бити коришћен током Париске комуне, од 6 до 23. маја 1871. године (16 Floréal–3 Prairial An LXXIX).
Тако, Револуционарни календар није заживео, за разлику од метричког система који је истовремено развијан и усвојен.
Постоје многе таблице и програми за конверзију, углавном су их створили генеалози. Неки ентузијасти у Француској још користе календар, више из омажа прошлости него практичности.
Неки правни текстови усвојени у време када је републикански календар био званичан, још су на снази и задржали су своје оригиналне датуме када их цитирају.

### Сличности са другим календарима
Француски републикански календар има истоветну структуру као и коптски календар (12×30 + 5 или 6 дана), потомак египатског календара. Коптска нова година је 29. августа по јулијанском календару (односно 30. свака четврта), што је у 18. веку одговарало 9. септембру по грегоријанском (само 13 дана пре почетка године по ф. р. к.).

## Критика и недостаци календара
Преступне године у календару су предмет великог спорења, због контрадикторних ставова у декрету којим је уведен. С једне стране се одређује да је први дан године истовремено и дан јесење равнодневице (астрономски одређен), а затим да је додатак обично потребан у периоду од четири године. Положај дана равнодневице (еквинокса) не мора пратити четворогодишње интервале. Тако су преступне године биле III, VII i XI, следећа је требало да буде XV а затим XX, пет година касније.
Жилбер Ром је 19 Floréal An III (8. маја 1795) у име Комитета јавног образовања предложио фиксно аритметичко правило за одређивање преступних година. Њиме је било предвиђено да се примењује исто правило као у грегоријанском календару (да године дељиве са 4 буду преступне, осим већине дељивих са 100) изузев да година 4000. (последња година десетог 400-годишњег периода) буде проста уместо преступна. Пошто овај предлог никада није прихваћен, наставило се са првобитним астрономским правилом, које је искључивало било какво аритметичко правило. Предлогом је требало избећи неке неизвесне преступне године изазване непрецизношћу астрономског знања 1790-их (ово чак и данас има смисла због неизвесности у ΔТ). Нпр. комитет је приметио да ће еквинокс године 144. бити у "11:59:40 поподне“, што је много ближе поноћи од 3 или 4 минута инхерентне неизвесности.
Календар је укинут јер је 10-дневна радна седмица давала радницима мање одмора (један од десет дана, уместо један од седам); јер је за почетак године одабран еквинокс, покретан датум (извор конфузије); и зато што је био несагласан секуларном ритму сајмова и пољопривредних тргова.

## Познатији датуми
Вероватно најчувенији датум је овековечио Карл Маркс у наслову свог памфлета 18. бример Луја Наполеона из 1852. године, 18 Brumaire An VIII (9. новембар 1799), када је Наполеон узео власт, сматра се крајем Француске револуције.
Још један чувени датум је  (27. јул 1794), дан када се Конвент окренуо против Робеспјера, који је са другим Монтањарима, гиљотиниран следећег дана. На основу тог догађаја у марксистички речник је ушао израз „термидорски“ за револуционаре који уништавају револуцију изнутра и окрећу се против њених правих циљева. Нпр. Троцки и његове присталице су користиле овај назив за Стаљина.
Роман Емила Золе Жерминал узима име од календара, као и јело Јастог термидор. Фрегате класе Флореал носе имена републиканских месеци.

## Месеци
Револуционарни календар је имао 12 месеци од по 30 дана, којима су дата имена по природи. Имена су кованице из латинског, француског и грчког језика. Завршеци назива су груписани по годишњим добима. Доле су дати називи месеци и значење:
- Јесен:
  - Вандемијер (Vendémiaire; од латинског vindemia, „берба грожђа") почиње 22., 23. или 24. септембра
  - Бример (Brumaire; од француског brume, „измаглица") почиње 22., 23. или 24. октобра
  - Фремер (Frimaire; од француског frimas, „мраз") почиње 21., 22. или 23. новембра
- Зима:
  - Нивоз (Nivôse; од латинског nivosus, „снежни") почиње 21., 22. или 23. децембра
  - Пливиоз (Pluviôse; од латинског pluviosus, „кишовити") почиње 20, 21. или 22. јануара
  - Вантоз (Ventôse; од латинског ventosus, „ветровити") почиње 19., 20. или 21. фебруара
- Пролеће:
  - Жерменал (Germinal; од латинског germen, „семе") почиње 20. или 21. марта
  - Флореал (Floréal; од латинског flos, floris, „цвет") почиње 20. или 21. априла
  - Преријал (Prairial; од француског prairie, „ливада") почиње 20. или 21. маја
- Лето:
  - Месидор (Messidor; од латинског messis, „жетва") почиње 19. или 20. јуна
  - Термидор (Thermidor; од грчког thermos, „врући") почиње 19. или 20. јула
  - Фриктидор (Fructidor; од латинског fructus, „плодови") почиње 18. или 19. августа

У Енглеској су противници Револуције исмевали календар именима: Wheezy, Sneezy and Freezy ("Звиждави“ [као при дисању], „Кијави“ и „Укочањени"); Slippy, Drippy and Nippy ("Клизави“, „Капави“ и „Штипави“ [као мраз]); Showery, Flowery and Bowery ("Пљуштави“, „Нацифрани“ и „Чардаклијски"); Wheaty, Heaty and Sweety ("Пшенични“, „Врући“ и „Слатки").

## Десет дана декаде
Месец је подељен у три декаде (décades) од по десет дана, једноставно назване по редном броју:
- (први дан)
- (други дан)
- (трећи дан)
- (четврти дан)
- (пети дан)
- (шести дан)
- (седми дан)
- (осми дан)
- (девети дан)
- (десети дан)

Декаде су напуштене у априлу 1802, према Конкордату, како је горе поменуто.

## Дани у години
Традиционални католички календар је посветио сваки дан неком свецу. Да би се направио раскид са верском традицијом, сваки дан је посвећен и то: велика већина биљкама, затим минералима (у зимском нивозу); дани који се завршавају са "5" животињама и дани који се завршавају са "0" (décadi) алаткама.
У табели су дате посвете данима, у француском оригиналу и српском преводу (односно енглеском код слабије познатих биљака, курзивом). Означени су и неки грегоријански датуми (приближно сваки пети) ради лакшег сналажења. Треба имати у виду распоред преступних година (да ли година почиње 22. или 23. септембра, погледај доле Пребацивање у грегоријански календар)

### Јесен
| Вандемијер (22 сеп. ~ 21 окт.) | Бример (22 окт. ~ 20 нов.) | Фремер (21 нов. ~ 20. дец.) |
| --- | --- | --- |
| 1. Raisin (Грожђе) 2. Safran (Шафран) 3. Châtaigne (Кестен) 4. Colchique (Шафран [Крокус]) 25. 9. 5. Cheval (Коњ) 6. Balsamine (Балзаминка, прскавац) 7. Carotte (Шаргарепа/Мрква) 8. Amarante (Амарант, штир) 9. Panais (Пашканат/Пастрњак) 10. Cuve (Бачва, каца) 1. 10. 11. Pomme de terre (Кромпир/Крумпир) 12. Immortelle (Strawflower, сладић?) 13. Potiron (Калабаза [врста бундеве]) 14. Réséda (Резеда, катанац (биљка), љубимац) 5. 10. 15. Âne (Магарац) 16. Belle de nuit (Ноћна фрајла) 17. Citrouille (Бундева, тиква) 18. Sarrasin (Хељда) 19. Tournesol (Сунцокрет) 10. 10. 20. Pressoir (Преса за грожђе) 21. Chanvre (Конопља) 22. Pêche (Бресква) 23. Navet (Репа [Turnip]) 24. Amaryllis (Амарилис) 15. 10. 25. Bœuf (Крава) 26. Aubergine (Плави патлиџан) 27. Piment (Бибер/Папар) 28. Tomate (Парадајз/Рајчица) 29. Orge (Јечам) 30. Tonneau (Винско буре) | 1. Pomme (Јабука) 2. Céleri (Целер) 3. Poire (Крушка) 4. Betterave (Цвекла/Цикла) 25. 10. 5. Oie (Гуска) 6. Héliotrope (Хелиотроп, сунчац) 7. Figue (Смоква) 8. Scorsonère (Змијак) 9. Alisier (Дивља оскоруша) 10. Charrue (Плуг) 11. Salsifis (Туровет) 1. 11. 12. Macre (Водени чичак) 13. Topinambour (Чичока) 14. Endive (Ендивија, жућаница) 15. Dindon (Ћурка/Пура) 5. 11. 16. Chervis (Skirret) 17. Cresson ([водена] Грбаштица, угас) 18. Dentelaire (Блитвина) 19. Grenade (Нар) 20. Herse (Дрљача) 10. 11. 21. Bacchante (Дивљи ђумбир) 22. Azerole (Ацерола, барбадоска трешња) 23. Garance (Броћ) 24. Orange (Наранџа/наранча) 25. Faisan (Фазан) 15. 11. 26. Pistache (Пистаћо, тришља, морски лешник) 27. Macjonc (Орашак) 28. Coing (Дуња) 29. Cormier (Оскоруша) 30. Rouleau (Ваљак) | 1. Raiponce (Мотовилка) 2. Turneps (Репа) 3. Chicorée (Водопија, цигура) 4. Nèfle (Мушмула) 5. Cochon (Свиња) 25. 11. 6. Mâche (Corn Salad, пољска салата) 7. Chou-fleur (Карфиол/Цвјетача) 8. Miel (Мед) 9. Genièvre (Клека) 10. Pioche (Пијук, будак) 11. Cire (Восак) 1. 12. 12. Raifort (Хрен) 13. Cèdre (Кедар/Цедар) 14. Sapin (Јела) 15. Chevreuil (Срна) 5. 12. 16. Ajonc (Штипавица) 17. Cyprès (Чемпрес, кипарис) 18. Lierre (Бршљан) 19. Sabine (Смрека) 20. Hoyau (Мотика) 10.12 21. Érable sucré (Јавор, клен) 22. Bruyère (Врес/Вријес) 23. Roseau (Трска) 24. Oseille (Кисељак) 25. Grillon (Цврчак) 15. 12. 26. Pignon (Борово семе) 27. Liège (Плута) 28. Truffe (Тартуф, гомољика) 29. Olive (Маслина) 30. Pelle (Лопата) |

### Зима
| Нивоз (21. дец. ~ 19. јан.) | Пливиоз (20. јан. ~ 18. феб.) | Вантоз (19. феб. ~ 20. мар.) |
| --- | --- | --- |
| 1. Tourbe (Тресет) 2. Houille (Угаљ) 3. Bitume (Битумен) 4. Soufre (Сумпор) 5. Chien (Пас) 25. 12. 6. Lave (Лава) 7. Terre végétale (Горњи слој тла) 8. Fumier (Ђубриво, гнојиво) 9. Salpêtre (Шалитра) 10. Fléau (Ц(иј)еп) 11. Granit (Гранит) 12. Argile (Глина) 1. 1. 13. Ardoise (Шкриљац) 14. Grès (Пешчар/Пјешчар) 15. Lapin (Питоми зец) 16. Silex (Кремен) 5. 1. 17. Marne (Лапор) 18. Pierre à chaux (Кречњак) 19. Marbre (Мермер, мрамор) 20. Van (Кошара за овејавање/овијавање) 21. Pierre à plâtre (Гипс) 10. 1. 22. Sel (Со/Сол) 23. Fer (Гвожђе) 24. Cuivre (Бакар) 25. Chat (Мачка) 26. Étain (Калај/Коситар) 15. 1. 27. Plomb (Олово) 28. Zinc (Цинк) 29. Mercure (Жива) 30. Crible (Сито) | 1. Lauréole (Млечикаста маслиница) 2. Mousse (Маховина) 3. Fragon (Кострика) 4. Perce-neige (Висибаба) 5. Taureau (Бик) 6. Laurier-thym (Шибиковина) 25. 1. 7. Amadouvier (Труд [гљива]) 8. Mézéréon (Маслиница, здравић) 9. Peuplier (Топола) 10. Coignée (Секира/Сјекира) 11. Ellébore (Чемерика) 12. Brocoli (Прокуле) 13. Laurier (Ловор) 1. 2. 14. Avelinier (Л(иј)еска) 15. Vache (Крава) 16. Buis (Шимшир) 17. Lichen (Лишај) 5. 2. 18. If (Тиса) 19. Pulmonaire (Медунак, плућњак) 20. Serpette (Косијер) 21. Thlaspi (Pennycress) 22. Thimelé (Ружина маслиница) 10. 2. 23. Chiendent (Пиревина) 24. Trainasse (Срченица) 25. Lièvre (Зец) 26. Guède (Сињ, сињавица) 27. Noisetier (Леска/Лијеска) 15. 2. 28. Cyclamen (Циклама) 29. Chélidoine (Руса, жута трава) 30. Traîneau (Санке) | 1. Tussilage (Подбел/Подбјел, коњско копито) 2. Cornouiller (Дрен, Свиба) 3. Violier (Matthiola) 4. Troène (Калина, мечковац) 5. Bouc (Јарац) 6. Asaret (Дивљи ђумбир, исиот) 7. Alaterne (Пасјаковина, кркавина) 25. 2. 8. Violette (Љубичица) 9. Marceau (Goat Willow) 10. Bêche (Ашов) 11. Narcisse (Нарцис, суноврат) 1. 3. 12. Orme (Брест/Бријест) 13. Fumeterre (Димњача) 14. Vélar (Горушица (биљка), слачица) 15. Chèvre (Коза) 5. 3. 16. Épinard (Спанаћ) 17. Doronic ([породица лепе кате]) 18. Mouron (Бедринац, мокрица) 19. Cerfeuil (Крбуљица, трстика) 20. Cordeau (Канап, уже) 10. 3. 21. Mandragore (Мандрагора) 22. Persil (Першун/Першин) 23. Cochléaria (Scurvy-grass) 24. Pâquerette (Красуљак) 25. Thon (Туна, туњ) 15. 3. 26. Pissenlit (Маслачак) 27. Sylve (Шума) 28. Capillaire (Вилине власи, папраца) 29. Frêne (Јасен) 30. Plantoir (Садилица) |

### Пролеће/Прољеће
| Жерменал (21. мар. ~ 19. апр.) | Флореал (20 апр. ~ 19. мај) | Преријал (20. мај ~ 18. јун) |
| --- | --- | --- |
| 1. Primevère (Јагорчевина, јаглика) 2. Platane (Платан) 3. Asperge (Аспарагус, шпаргла/шпарга) 4. Tulipe (Лала, тулипан) 5. Poule (Кокош) 25. 3. 6. Bette (Блитва) 7. Bouleau (Бреза) 8. Jonquille (Жути нарцис) 9. Aulne (Јова, јоха) 10. Couvoir (Мрестилиште) 11. Pervenche (Зимзелен) 12. Charme (Ironwood Граб?) 1. 4. 13. Morille (Смрчак) 14. Hêtre (Буква) 15. Abeille (Пчела) 16. Laitue (Зелена салата) 5. 4. 17. Mélèze (Ариш) 18. Ciguë (Кукута) 19. Radis (Ротква) 20. Ruche (Кошница) 21. Gainier (Judas tree) 10. 4. 22. Romaine (Зелена салата) 23. Marronnier (Кестен [дрво]) 24. Roquette (Arugula or Rocket) 25. Pigeon (Голуб) 26. Lilas (Јоргован) 15. 4. 27. Anémone (Бреберина, саса) 28. Pensée (Дан и ноћ, маћухица) 29. Myrtille (Боровница) 30. Greffoir (Нож) | 1. Rose (Ружа) 2. Chêne (Храст) 3. Fougère (Папрат, бујад) 4. Aubépine (Глог) 5. Rossignol (Славуј) 6. Ancolie (Пакујац) 25. 4. 7. Muguet (Ђурђевак) 8. Champignon (Шампињон) 9. Hyacinthe (Зумбул) 10. Râteau (Грабуље) 11. Rhubarbe (Равен, рабарбара) 12. Sainfoin (Д(ј)етелина, грахорка) 1. 5. 13. Bâton-d'or (Шебој) 14. Chamérops (Палма) 15. Ver à soie (Свилена буба) 16. Consoude (Гавез) 5. 5. 17. Pimprenelle ([салатна] Дињица) 18. Corbeille d'or (Basket of Gold) 19. Arroche (Дивља лобода) 20. Sarcloir (Вртна мотика) 21. Statice (Морска лаванда) 10. 5. 22. Fritillaire (Фритиларија) 23. Bourrache (Borage) 24. Valériane (Валеријана, одољен) 25. Carpe (Шаран) 26. Fusain (Курика) 15. 5. 27. Civette (Власац, ситни лук, дробњак) 28. Buglosse (Лисичина, волујак, вол. језик) 29. Sénevé (Слачица, горушица) 30. Houlette (Пастирски штап) | 1. Luzerne (Луцерка) 2. Hémérocalle (Дневни љиљан) 3. Trèfle (Детелина/Дјетелина) 4. Angélique (Ангелика, сириш) 5. Canard (Патка) 6. Mélisse (Матичњак) 25. 5. 7. Fromental (Дивља овас, зоб) 8. Martagon (Martagon lily) 9. Serpolet (Мајчина душица) 10. Faux (Коса [алат]) 11. Fraise (Јагода) 12. Bétoine (Кудравац, рањеница) 13. Pois (Грашак) 1. 6. 14. Acacia (Акација) 15. Caille (Препелица) 16. Œillet (Каранфил) 17. Sureau (Бобица зове) 5. 6. 18. Pavot (Мак (биљка)) 19. Tilleul (Липа) 20. Fourche (Виле) 21. Barbeau (Различак) 22. Camomille (Камилица) 10. 6. 23. Chèvrefeuille (Орлови нокти [биљка]) 24. caille-lait (врста броћа) 25. Tanche (Лињак [риба]) 26. Jasmin (Јасмин) 27. Verveine (Вербена, врбена) 15. 6. 28. Thym (Тимијан) 29. Pivoine (Божур, пеонија) 30. Chariot (Ручна колица) |

### Лето/Љето
| Месидор (19. јун ~ 18. јул) | Термидор (19. јул ~ 17. ауг.) | Фриктидор (18. ауг. ~ 16. сеп.) |
| --- | --- | --- |
| 1. Seigle (Раж) 2. Avoine (Овас, зоб) 3. Oignon (Црни лук) 4. Véronique (Разгон) 5. Mulet (Мазга) 6. Romarin (Рузмарин) 7. Concombre (Краставац) 25. 6. 8. Échalote (Влашац, аљма) 9. Absinthe (Пелен) 10. Faucille (Срп) 11. Coriandre (Коријандер) 12. Artichaut (Артичока) 13. Girofle (Каранфилић) 1. 7. 14. Lavande (Лаванда, деспић) 15. Chamois (Дивокоза) 16. Tabac (Дуван/Духан) 17. Groseille (Црвена рибизла) 5. 7. 18. Gesse (Змијочица) 19. Cerise (Трешња) 20. Parc (Парк) 21. Menthe (Нана, метвица) 22. Cumin (Cumin, Кумин?) 10. 7. 23. Haricot (Пасуљ/Грах) 24. Orcanète (Кана [за бојење]) 25. Pintade (Бисерка) 26. Sauge (Жалфија, кадуља) 27. Ail (Бели лук/чешњак) 15. 7. 28. Vesce (Грахорица) 29. Blé (Пшеница) 30. Chalémie (Shawm, свирала?) | 1. Épeautre (Einkorn Пшеница) 2. Bouillon blanc (Дивизма, вучји реп) 3. Melon (Медна диња) 4. Ivraie (Љуљица, љуљика) 5. Bélier (Ован) 6. Prêle (Раставић, коњогриз) 7. Armoise (Mugwort) 25. 7. 8. Carthame (Шафраника) 9. Mûre (Купина) 10. Arrosoir (Канта за заливање) 11. Panis (Panic grass) 12. Salicorne (Вијош) 13. Abricot (Кајсија) 14. Basilic (Босиљак) 1. 8. 15. Brebis (Овца) 16. Guimauve (Корен б(иј)елог сл(ј)еза, б(ј)елодуна) 17. Lin (Лан) 18. Amande (Бадем) 5. 8. 19. Gentiane (Горчица) 20. Écluse (Брава) 21. Carline (Вилино сито, крављак) 22. Câprier (Капар) 23. Lentille (Сочиво) 10. 8. 24. Aunée (Л(иј)епа ката) 25. Loutre (Видра) 26. Myrte (Мирта) 27. Colza (С(ј)еме од репице) 28. Lupin (Обрника) 15. 8. 29. Coton (Памук) 30. Moulin (Млин) | 1. Prune (Шљива) 2. Millet (Просо) 3. Lycoperdon (Пухара) 20. 8. 4. Escourgeon (Шесторедни јечам) 5. Saumon (Лосос) 6. Tubéreuse (Тубероза) 7. Sucrion (Шећерна диња) 8. Apocyn (Apocynum) 25. 8. 9. Réglisse (Сладић, слатки кор(иј)ен) 10. Échelle (Мердевине, л(ј)естве) 11. Pastèque (Лубеница) 12. Fenouil (Морач, дивља мирођија) 13. Épine vinette (Жутика, шимширика) 14. Noix (Орах) 15. Truite (Пастрмка, пастрва) 1. 9. 16. Citron (Лимун) 17. Cardère (Чешља) 18. Nerprun (Пасјаковина, кркавина) 19. Tagette (Мексички невен) 5. 9. 20. Hotte (Џак, врећа) 21. Églantine (Дивља ружа) 22. Noisette (Л(ј)ешник) 23. Houblon (Хмељ) 24. Sorgho (Кинеска шећерна трска) 10. 9. 25. Écrevisse (Рак) 26. Bigarade (Горка наранџа) 27. Verge d'or (Goldenrod) 28. Maïs (Кукуруз) 29. Marron (Кестен) 15. 9. 30. Panier (Корпа, кошара) |

## Допунски дани
Пет додатних дана (односно шест у преступној години) су били национални празници на крају сваке године. Прво су их називали „санкилотиде“ (les sans-culottides) по санкилотима (sans-culottes) али после године III (1795) једноставно као les jours complémentaires:
- La Fête de la Vertu „Дан Врлине“ - 17. или 18. септембра
- La Fête du Génie „Дан Талента“ - 18. или 19. септембра
- La Fête du Travail „Дан Рада“ - 19. или 20. септембра
- La Fête de l'Opinion „Дан мњења“ - 20. или 21. септембра
- La Fête des Récompenses „Дан Награда“ - 21. или 22. септембра
- La Fête de la Révolution „Дан Револуције“ - 22. или 23. септембра (преступне године)

## Пребацивање у грегоријански календар
Календар је укинут у години XIV (1805). Разликују се мишљења око метода по коме би биле одређиване преступне године да је календар још на снази. Постоје бар четири хипотезе које се користе при пребацивању датума у грегоријански календар:
- Преступне године би и даље варирале тако да свака нова година (1. вандемијер) буде на јесењу равнодневицу, како је било од I до XIV године. Ово је био једини метод у законској употреби, мада је понекад пролазило пет година између преступних.[3]
- После 15. године преступна би скочила на 20, после чега би падала на сваку годину дељиву са четири (20, 24, 28...), осим већине секуларних година (дељивих са 100), према Ромовом предлогу. Ово би поједноставило конверзију на грегоријански календар јер би републикански преступни дан углавном следио који месец после 29. 2., на крају сваке године дељиве са четири, тако да би републиканска нова година увек била 22. септембра за читав трећи век републиканске ере (1993—2092. н. е).[6]
- Преступне године би се наставиле фиксним правилом сваке четири године од последње (дакле 15, 19, 23, 27...), преступни дан би био додаван пре, уместо после, године дељиве са четири, осим већине секуларних година. Ово правило има предност јер је једноставно за рачунање и континуално је са сваком годином у којој је календар био званичан. Након напуштања календара, у Француској су коришћењем овог правила одштампане конкордансе за одређивање датума у дугорочним уговорима.[7][8]
- Почевши од године 20, године дељиве са четири ће бити преступне, осим ако су дељиве са 128. Датум Републиканске нове године остаје на 23. 9. сваке године од 129. до 256. р. е. (1920-2047. н. е.).[9][10][11]

Следећа табела показује када неке године републиканске ере почињу по грегоријанском календару, према претходна четири метода:
| r.e.          | n.e. | Еквинокс       | Ром            | Континуално    | 128-годишњи    |
| ------------- | ---- | -------------- | -------------- | -------------- | -------------- |
| CCXIV (214)   | 2005 | 22. септембар* | 22. септембар  | 22. септембар  | 23. септембар  |
| CCXV (215)    | 2006 | 23. септембар  | 22. септембар  | 22. септембар* | 23. септембар  |
| CCXVI (216)   | 2007 | 23. септембар  | 22. септембар* | 23. септембар  | 23. септембар* |
| CCXVII (217)  | 2008 | 22. септембар  | 22. септембар  | 22. септембар  | 23. септембар  |
| CCXVIII (218) | 2009 | 22. септембар* | 22. септембар  | 22. септембар  | 23. септембар  |
| CCXIX (219)   | 2010 | 23. септембар  | 22. септембар  | 22. септембар* | 23. септембар  |

* Преступна година, додатни дан на крају